# Фащівка (станція)
Фа́щівка — вантажно-пасажирська залізнична станція Луганської дирекції Донецької залізниці.
Розташована в смт Фащівка Перевальського району Луганської області на лінії Дебальцеве — Красна Могила між станціями Чорнухине (12 км) та Комендантська (5 км).
Через військову агресію Росії на сході Україні транспортне сполучення припинене, водночас на середину листопада 2018 р. двічі на день курсує 4 пари електропоїздів сполученням на Дебальцеве та Красну Могилу, що підтверджує сайт Яндекс.